# 50 Words for Snow
Pour un article plus général, voir Discographie et vidéographie de Kate Bush.
Albums de Kate Bush
Director's Cut
(2011) Before the Dawn
(2016)
Singles
1. Wild Man (en)
Sortie : 11 octobre 2011

50 Words for Snow est le dixième album de la chanteuse britannique Kate Bush. C'est le second album sorti sous son propre label, Fish People,. C'est la première fois depuis 1978 qu'elle publie deux nouveaux albums en une année. L'album est également certifié disque d'or au Royaume-Uni.
Six ans après le double album Aerial, les sept titres de 50 Words for Snow ont pour thème commun la neige. Seuls Wild Man et le morceau titre du disque se rapprochent davantage de la musique pop, les deux révélant particulièrement l'amour des mots de Kate Bush : dans le second elle crée des expressions et des mots nouveaux pour désigner la neige (sorbetdeluge, mistraldespair...).

## Liste des titres
| 1.    | Snowflake                   | 9:48  |
| 2.    | Lake Tahoe                  | 11:08 |
| 3.    | Misty                       | 13:32 |
| 4.    | Wild Man                    | 7:17  |
| 5.    | Snowed in at Wheeler Street | 8:05  |
| 6.    | 50 Words for Snow           | 8:31  |
| 7.    | Among Angels                | 6:49  |
| 65:29 |                             |       |

## Personnel
- Kate Bush : chant sur (2, 3, 4-7), chœurs sur (1, 4), piano sur (1-3, 5, 7), claviers sur (4-6), basse sur (1)
- Albert McIntosh : chant sur (1)
- Dan McIntosh : guitare sur (1, 3-6)
- Del Palmer : basse sur (1), cloches sur (4)
- Danny Thompson : basse sur (3)
- John Giblin : basse sur (4-6)
- Andy Fairweather Low : chant sur (4)
- Elton John : chant sur (5)
- Michael Wood, Stefan Roberts : chant sur (2)
- Stephen Fry : Chant sur (6)
- Steve Gadd : batterie sur (1-6)